# Programa Pioneer
El programa Pioneer és un conjunt de missions espacials no tripulades dels Estats Units, dissenyades per a l'exploració planetària. Les més famoses i exitoses foren les Pioneer 10 i Pioneer 11, que exploraren els planetes del sistema solar exterior, i el conjunt de sondes Pioneer Venus, que exploraren el planeta Venus.

## Primeres missions Pioneer

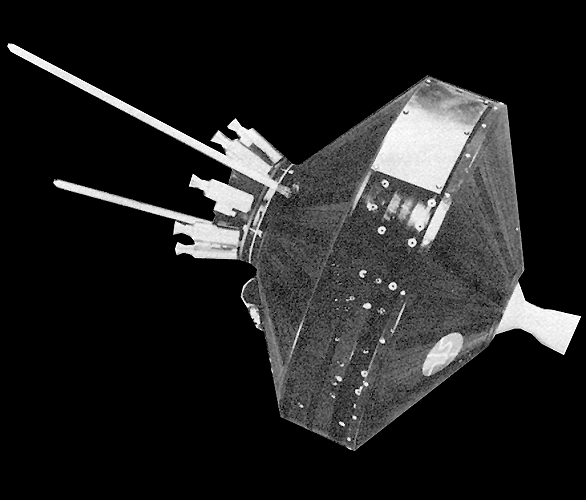
La Pioneer 2.

Les primeres missions Pioneer, iniciades el 1958 abans de formar-se la NASA, foren simples missions de prova per intentar assolir la velocitat d'escapament terrestre i per demostrar la possibilitat d'estudiar la Lluna. Foren dutes a terme per la força aèria i l'exèrcit de terra dels Estats Units. La llista completa de les primeres missions és la següent:
- Sondes Able
  - Pioneer 0 (Thor-Able 1, Pioneer) - Orbitador lunar, destruït en el llançament; agost de 1958.
  - Pioneer 1 (Thor-Able 2, Pioneer I) - Orbitador lunar, no arribà a la Lluna a causa d'un error de llançament; octubre de 1958.
  - Pioneer 2 (Thor-Able 3, Pioneer II) - Orbitador lunar, destruït en el llançament; novembre de 1958.
  - Pioneer 3 - Sobrevol (flyby) lunar, no arribà a la Lluna a causa d'un error de llançament; desembre de 1958.
  - Pioneer 4 - Sobrevol lunar, assolí la velocitat d'escapament terrestre; març de 1959.
  - Pioneer P-1 (Atlas-Able 4A, Pioneer W) - Sonda perduda; setembre de 1959.
  - Pioneer P-3 (Atlas-Able 4, Atlas-Able 4B, Pioneer X) - Sonda lunar, perduda en el llançament; desembre de 1959.
  - Pioneer 5 (Pioneer P-2, Atlas-Able 6, Pioneer V) - Sonda interplanetària entre la Terra i Venus; març de 1960.
  - Pioneer P-30 (Atlas-Able 5A, Pioneer Y) - Sonda lunar, no aconseguí entrar en òrbita lunar; setembre de 1960.
  - Pioneer P-31 (Atlas-Able 5B, Pioneer Z) - Sonda lunar, perduda per fallada de l'etapa superior; desembre de 1960.

## Les segones missions Pioneer

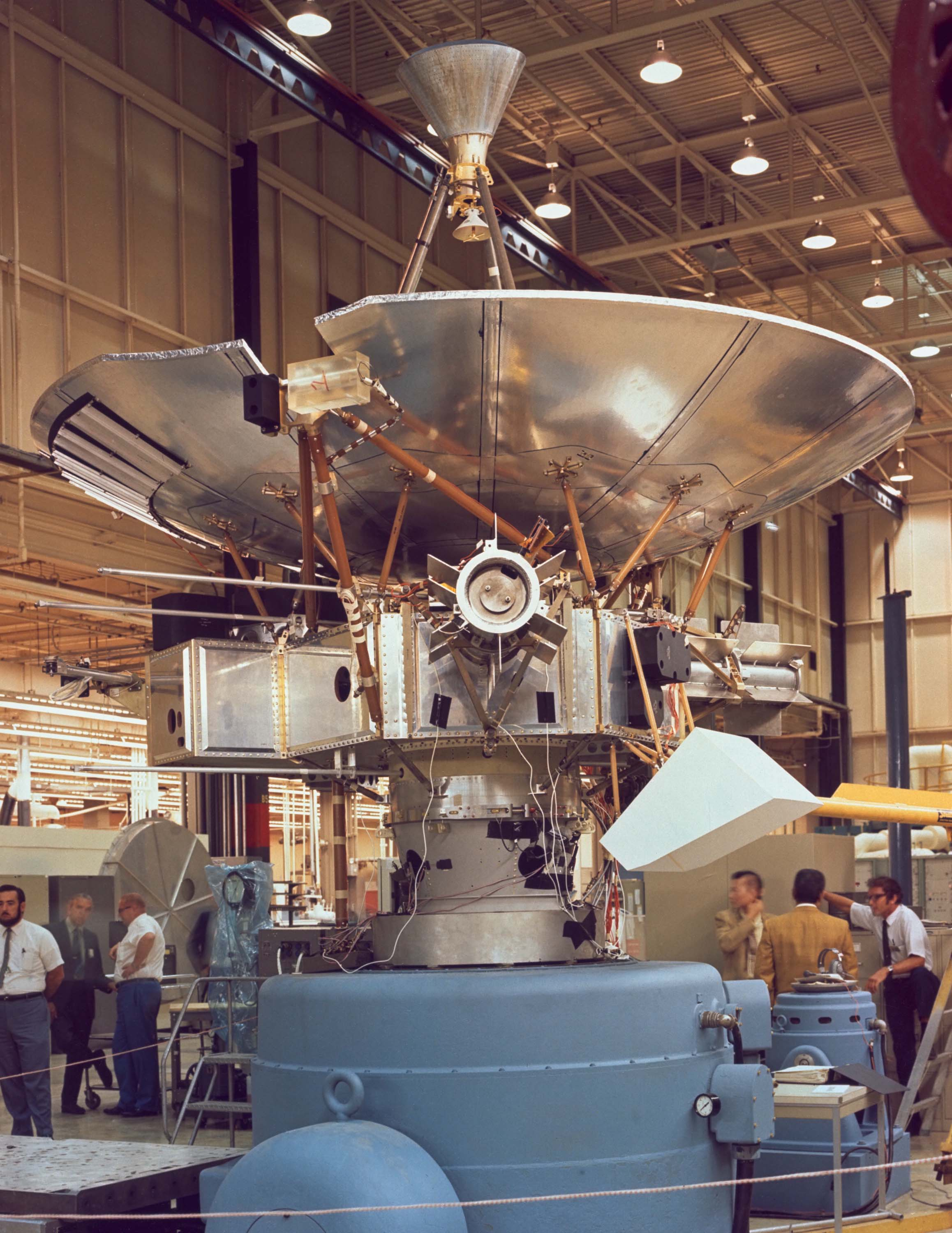
La Pioneer 10 en construcció el 1971.

Cinc anys després de les primeres sondes Able, l'Ames Research Center de la NASA recuperà el nom Pioneer per a una nova sèrie de missions, inicialment destinades a l'estudi del sistema solar interior. Les primeres foren una sèrie de sondes en òrbita solar per estudiar el medi interplanetari entre Venus i la Terra. Posteriorment es van dissenyar dues noves sondes per a l'exploració dels planetes exteriors; foren les primeres missions més enllà de Mart, tot i que els seus resultats científics foren superats aviat per les sondes del programa Voyager. Finalment el programa Pioneer acabà amb el conjunt de sondes Pioneer Venus.
El conjunt de noves missions és el següent:
- Pioneer 6, 7, 8 i 9 - Sondes interplanetàries en òrbita solar
  - Pioneer 6 (Pioneer A) - llançada el desembre de 1965.
  - Pioneer 7 (Pioneer B) - llançada l'agost de 1966.[3]
  - Pioneer 8 (Pioneer C) - llançada el desembre de 1967.[4]
  - Pioneer 9 (Pioneer D) - llançada el novembre de 1968.[5]
  - Pioneer E - Perduda en el llançament, l'agost de 1969
- Missions al sistema solar exterior:
  - Pioneer 10 (Pioneer F) - Sobrevol de Júpiter, llançada el març de 1972.[6]
  - Pioneer 11 (Pioneer G) - Sobrevol de Júpiter i Saturn, llançada l'abril de 1973.[7]
  - Pioneer H - Idèntica a les anteriors però no s'arribà a llançar.
- Pioneer Venus - Conjunt de dues sondes (orbitador i multisonda) llançades l'agost i el desembre de 1978.[8][9]

En l'actualitat, la nau espacial es dirigeix en direcció a la Constel·lació de l'Escut vora la posició actual (gener de 2023) Ascensió recta 18h 54m des -8° 59' (J2000.0), a prop de Messier 26. En 928.000 anys, passarà 0.25pc de la nana K, TYC 992-192-1, i passarà prop de l'estrella Lambda de l'Aguila en uns quatre milions d'anys.